# Els nois estan bé
Els nois estan bé (títol original en anglès, The Kids Are All Right) és una comèdia dramàtica de 2010 dirigida per Lisa Cholodenko, que, juntament amb Stuart Blumberg, en va escriure també el guió.
La pel·lícula es va estrenar el 25 de gener de 2010 al Festival de Sundance, i esdevingué un dels èxits de la temporada: va guanyar el Premi Teddy a la millor pel·lícula al Festival Internacional de Cinema de Berlín.

## Argument
Nic (Annette Bening) i Jules (Julianne Moore) són una parella de lesbianes casades que van decidir ser mares per inseminació artificial. Ara, divuit anys més tard, quan la seva filla Joni entra en la majoria d'edat, veuran com la seva tranquil·la vida al sud de Califòrnia es trastoca. Laser, de quinze anys, demanarà a la seva germana que faci els tràmits necessaris per poder conèixer el seu pare biològic. Així, els dos adolescents introduiran en la família Paul (Mark Ruffalo), un restaurador d'idees liberals que de jove arribava a final de mes gràcies a les donacions d'esperma.

## Repartiment
- Annette Bening com a doctora Nicole 'Nic' Allgood, especialista en obstetrícia i ginecologia i principal sustentadora de la família.[3] És la mare de Joni i Laser i l'esposa de la Jules. És la mare biològica d'en Joni. La Nic se sent amenaçada quan els nens decideixen portar en Paul a les seves vides i es preocupa que pertorbi la dinàmica familiar. Lluita contra l'alcoholisme i, finalment, renuncia a l'alcohol.
- Julianne Moore com a Jules Allgood, va ser la principal mestressa de casa que mai va tenir una carrera formal, però que inicia un negoci de disseny de paisatges.[3] És la mare de la Joni i en Laser i l'esposa de la Nic. És la mare biològica d'en Laser.
- Mark Ruffalo com a Paul Hatfield, el propietari amb esperit lliure d'un restaurant d'aliments orgànics. Va ser el donant anònim d'esperma per als dos nens.
- Mia Wasikowska com a Joni Allgood, que recentment ha complert 18 anys i que marxarà a la universitat. És la germana gran de Laser i va rebre el nom de Joni Mitchell, la cantant femenina preferida de la Nic.
- Josh Hutcherson com a Laser Allgood, el fill de 15 anys que demana a Joni que l'ajudi a conèixer el seu pare biològic.
- Yaya DaCosta com a Tanya, una empleada i amant ocasional d'en Paul.
- Eddie Hassell com a Clay, un amic del Laser que la Nic i la Jules creuen inestable.
- Zosia Mamet com Sasha, una amiga íntima de Joni.
- Kunal Sharma com a Jai, un amic íntim i amant de Joni.
- James Macdonald com el pare d'en Clay

## Crítica
- «Divertida i argumentalment insòlita» Carlos Boyero, d'El País.[4]
- «Cap altra pel·lícula d'aquest any m'ha deixat amb aquesta plena sensació de satisfacció»: Michael Phillips, del Chicago Tribune.

## Premis i nominacions

### Premis Oscar
| Any  | Categoria              | Receptor/s                      | Resultat  |
| ---- | ---------------------- | ------------------------------- | --------- |
| 2010 | Millor pel·lícula      |                                 | Candidata |
| 2010 | Millor actriu          | Annette Bening                  | Candidata |
| 2010 | Millor actor secundari | Mark Ruffalo                    | Candidat  |
| 2010 | Millor guió original   | Lisa Cholodenko Stuart Blumberg | Candidats |

### Premis Globus d'Or
| Any  | Categoria                          | Receptor/s                      | Resultat   |
| ---- | ---------------------------------- | ------------------------------- | ---------- |
| 2010 | Millor pel·lícula musical o còmica |                                 | Guanyadora |
| 2010 | Millor actriu musical o còmica     | Annette Bening                  | Guanyadora |
| 2010 | Millor actriu musical o còmica     | Julianne Moore                  | Candidata  |
| 2010 | Millor guió                        | Lisa Cholodenko Stuart Blumberg | Candidats  |

### Premis BAFTA
| Any  | Categoria              | Receptor/s                      | Resultat  |
| ---- | ---------------------- | ------------------------------- | --------- |
| 2010 | Millor actriu          | Annette Bening                  | Candidata |
| 2010 | Millor actriu          | Julianne Moore                  | Candidata |
| 2010 | Millor actor secundari | Mark Ruffalo                    | Candidat  |
| 2010 | Millor guió original   | Lisa Cholodenko Stuart Blumberg | Candidats |

### Festival Internacional de Cinema de Berlín
| Any  | Premi       | Resultat   |
| ---- | ----------- | ---------- |
| 2010 | Premi Teddy | Guanyadora |